# Túmulo del Rey Felipe II en Sevilla

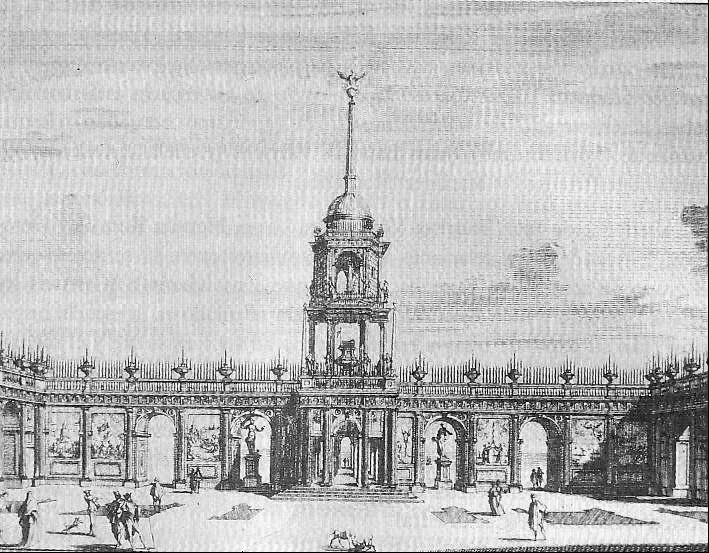
Grabado del monumento a Felipe II en Sevilla.

El Túmulo del Rey Felipe II fue un monumento de gran tamaño creado en Sevilla a finales del siglo XVI para honrar a Felipe II de España tras su fallecimiento. Su costosa construcción y su espectacularidad motivó la atención de varios escritores en el Siglo de Oro Español. Fue colocado junto a la Catedral de Sevilla. Fue dirigido por el arquitecto Juan de Oviedo, según la biografía El Ingenioso Hidalgo Miguel de Cervantes Saavedra escrita por Francisco Navarro Ledesma en el tercer centenario del Quijote (1905).

## Historia y construcción
En el siglo XVI Sevilla era una ciudad de gran prosperidad económica gracias al comercio con América. En 1526 Carlos I contrajo matrimonio con la Infanta Isabel de Portugal en el Real Alcázar de Sevilla y al año siguiente nació su hijo, el que sería Rey de España desde 1556 con el nombre de Felipe II.
El 13 de septiembre de 1598 fallece en El Escorial Felipe II y se ordena publicar su muerte con trompetas y tambores en todas las ciudades y organizar en estas actos funerarios solemnes. El montaje del túmulo duró 50 días, tras lo cual se procedió a inaugurarlo. El diseño conjunto de la obra, en cuyas diversas partes trabajaron diversos artistas, corrió a cargo del arquitecto del Renacimiento Andrés García de Udías.
El 30 de diciembre el cabildo municipal acordaba para el día siguiente:

[...] deshacer el túmulo [...] y las figuras y pinturas [...] se pongan [en el Alcázar], y lo demás que del dicho túmulo se sacase, lo cual todo se ponga por inventario [...] y que todo lo que se pudiere vender se venda con pregonero en almoneda a los más altos precios que pudieren, así la madera como lo demás [...] y que este dinero vuelva el Sr. Pedro Caballero a la bolsa de donde se lo prestaron para los gastos del túmulo.

## El monumento

Banderas que colgaban del monumento.

El monumento, con el nombre de túmulo, que se vino a edificar en Sevilla contó con la participación de reconocidos artistas y se componía de varios cuerpos, columnatas y esculturas. También se contó con pintores para que rellenaran los nichos y recuadros con santos y pinturas alegóricas, entre las que destacan La Liberalidad, La Moderación, La Paz, La Verdad, La Caridad, La Clemencia, La Justicia, La Mangaminidad y La Humanidad. 

### Primer cuerpo
Las gradas del túmulo y todo el primer cuerpo estaban pintadas con el color de la piedra berroqueña de marrón claro, a semejanza de El Escorial. 

### Segundo cuerpo
El segundo cuerpo era un templete formado por 32 columnas jónicas de mármol pardo muy sutiles que lo hacían casi transparente. En el centro de 61 se alzaba un altar de mármol blanco con una urna de alabastro con molduras y varios carteles. Sobre la urna había la figura de una tumba con brocados y la corona y cetro reales. En el altar de mármol blanco que sostenía a la urna se encontraban grabadas las siguientes frases en latín: QUAM BREVIS URNA CAPIT, CUI BREVIS ORBIS ERAT! (¡En cuán pequeña urna cabe, para quien el orbe todo era pequeño!), en un lado, y en el otro: NON EST HIC, NAM REGNAT INTER SUPEROS (No está aquí, pero reina entre los santos). En el bloque de mármol se encontraban además los escudos de los reinos de España.
Cayendo sobre este cuerpo, colgadas del cuerpo superior, se encontraban cuatro banderas con la Cruz de Borgoña. En los cuatro ángulos del segundo cuerpo había cuatro obeliscos de mármol blanco que representaban las cuatro esposas que había tenido el Rey.

### Tercer Cuerpo
El tercer cuerpo era una superficie de cuatro lados con un templete en forma de pentágono cubierto con una cúpula y bajo ella la estatua de San Lorenzo que tenía un tamaño de 4,5 metros de alto, vestido de diácono y ofreciendo una corona de laurel en su mano derecha. En este cuerpo se colgaron ocho banderas, las cuatro de la Cruz de Borgoña antes mencionadas, que caían sobre el cuerpo inferior, y otras cuatro de guerra a la altura este tercer cuerpo.

### Remate
Encima de la cúpula había un obelisco de 4,8 metros de alto y sobre él un niño ardiendo con un Ave Fénix sobre él aleteando sus alas, como alimentando el fuego para que no se apagara.

## Soneto de Cervantes
El monumento captó la atención de varios autores del Siglo de Oro español e incluso Francisco Jerónimo Collado escribió un libro entero sobre él en 1611, pero el elemento más conocido es el siguiente soneto con estrambote compuesto por Miguel de Cervantes:
Al Túmulo del Rey Felipe II que se hizo en Sevilla
Voto a Dios que me espanta esta grandeza

y que diera un doblón por describilla,

porque ¿a quién no sorprende y maravilla

esta máquina insigne, esta riqueza?

Por Jesucristo vivo, cada pieza

vale más de un millón, y que es mancilla

que esto no dure un siglo, ¡oh gran Sevilla,

Roma triunfante en ánimo y nobleza!

Apostaré que el ánima del muerto

por gozar este sitio hoy ha dejado

la gloria donde vive eternamente.

Esto oyó un valentón y dijo: "Es cierto

cuanto dice voacé, señor soldado,

Y el que dijere lo contrario, miente."

Y luego, incontinente,

caló el chapeo, requirió la espada

miró al soslayo, fuese y no hubo nada.